# Municipio de Button
El municipio de Button (en inglés: Button Township) es un municipio ubicado en el condado de Ford en el estado estadounidense de Illinois. En el año 2010 tenía una población de 281 habitantes y una densidad poblacional de 3,18 personas por km².

## Geografía
El municipio de Button se encuentra ubicado en las coordenadas 40°26′51″N 87°59′35″O / 40.44750, -87.99306. Según la Oficina del Censo de los Estados Unidos, el municipio tiene una superficie total de 88.32 km², de la cual 88,17 km² corresponden a tierra firme y (0,16 %) 0,15 km² es agua.

## Demografía
Según el censo de 2010, había 281 personas residiendo en el municipio de Button. La densidad de población era de 3,18 hab./km². De los 281 habitantes, el municipio de Button estaba compuesto por el 98,58 % blancos, el 0,71 % eran de otras razas y el 0,71 % eran de una mezcla de razas. Del total de la población el 0,71 % eran hispanos o latinos de cualquier raza.